# Krysty Wilson-Cairns
Pour les articles homonymes, voir Wilson et Cairns (homonymie).
Krysty Wilson-Cairns est une scénariste écossaise née le 26 mai 1987 à Glasgow. En 2020, elle est nommée à l'Oscar du meilleur scénario original pour le film 1917.

## Filmographie

### Cinéma
- 2019 : 1917 coécrit et réalisé par Sam Mendes
- 2020 : Last Night in Soho coécrit et réalisé par Edgar Wright
- 2022 : The Good Nurse de Tobias Lindholm
- en projet : Film Star Wars de Taika Waititi coécrit avec Taika Waititi

### Télévision
- 2016 : Penny Dreadful (série, saison 3)